# Šljivovac
Šljivovac is een plaats in de gemeente Gvozd in de Kroatische provincie Sisak-Moslavina. De plaats telt 33 inwoners (2001).